# Книга песен (Петрарка)
Канцонье́ре (итал. Il Canzoniere букв. «песенник»), также Книга песен — стихотворный сборник Петрарки, в котором поэт воспевает свою любовь к Лауре и свою скорбь по поводу утраты возлюбленной. Написан после 1348 года. Оригинальный заголовок сборника латинский: Rerum vulgarium fragmenta («Разрозненные стихи на обыденные темы»). «Канцоньере» — центральное по значению сочинение Петрарки на флорентийском вольгаре.

## Краткая характеристика
«Канцоньере» состоит из 366 никак не озаглавленных отдельных стихотворений: 317 сонетов (самый популярный — № 35 «Solo e[t] pensoso»), 29 канцон (среди наиболее известных — № 128 «Italia mia», № 53 «Spirto gentil», № 126 «Chiare, fresche et dolci acque»), 9 секстин, 7 баллад и 4 мадригала (в том числе № 52 «Non al suo amante», № 106 «Nova angeletta»). Вопреки скромному авторскому названию сборник содержит вовсе не «разрозненные» тексты, но выдаёт тщательную редакторскую и составительскую работу автора. Не вошедшие в «Канцоньере» итальянские стихи (так называемые «экстравагантные») утрачены либо вошли в другие сборники поэта. В изданиях сборника сложилась традиция делить его на 2 части: в первую часть включены стихи, написанные как бы при жизни Лауры, во вторую — как бы после её смерти. В действительности весь сборник «Канцоньере» поэт написал после 1348 г. (то есть после смерти Лауры).
Кроме любовной лирики в «Канцоньере» содержится несколько стихотворений иного содержания, преимущественно политического (например, № 136 «Fiamma dal ciel» с критикой Ватикана), патриотического (№ 128 «Italia mia») и религиозного. Сборник завершается большой канцоной (№ 366) alla Vergine («Vergine bella, che di sol vestita»), в которой поэт обращается к Богородице (из 12 строф 11 начинаются с прямого обращения «Vergine») с молитвой о заступничестве перед Господом, с тем чтобы Он даровал его мятежной душе вечный покой.

## Влияние
«Канцоньере» до начала XVII века выдержал около 200 изданий (см. на иллюстрации старейшее издание 1470 г.). Три строфы «Канцоньере» уже в 1380 г. использовал Дж. Чосер в своей поэме «Троил и Крессида». Влияние Петрарки испытали многие поэты, писавшие в форме сонета (из самых известных — Клеман Маро, Пьер де Ронсар и Уильям Шекспир). Тексты «Канцоньере» неоднократно комментировали учёные и поэты (в XIX в. — Дж. Леопарди), переводили сборник на различные языки. На русский язык стихотворение из «Канцоньере» (№ 134 «Pace non trovo») впервые перевёл И. А. Крылов.

## Музыка
Уже в XIV веке Якопо Болонский написал мадригал на «Non al suo amante». 
Особенной популярностью у музыкантов пользовалась канцона alla Vergine (отдельные её строфы или — реже — целиком): духовный мадригал «Vergine pura» Филиппа де Монте, циклы духовных мадригалов «Le Vergine» Палестрины и Киприана де Роре, канцона Б. Тромбончино и др. 
Около 60 итальянских стихотворений Петрарки положил на музыку Орландо Лассо. 
Стихи Петрарки неоднократно воплощали мадригалисты Лука Маренцио (строфы из секстины «Mia benigna Fortuna», «Solo e pensoso» и др.), Клаудио Монтеверди («Zefiro torna», «Or che'l cielo e la terra», «Vago augelletto»), Сиджизмондо д'Индия («Benedetto sia'l giorno», «Voi ch'ascoltate in rime sparse»), Жьяш де Верт, Марко Антонио Индженьери и другие. 
В XIX—XX веках стихотворения из «Канцоньере» (в оригинале и переводах) использовали Франц Шуберт, Ференц Лист, Ханс Пфицнер, Ильдебрандо Пиццетти, Нино Рота, Елена Фирсова, Ларс Юхан Верле и многие другие композиторы. 
Два сонета Петрарки в переводе Е.М.Солоновича (IX,XVII) включает в себя сольный альбом Хелависы «Леопард в городе», вышедший в 2009 году.

## Переводы
- Francesco Petrarca: Canzoniere. Nach einer Interlinearübersetzung von Geraldine Gabor in deutsche Verse gebracht von Ernst-Jürgen Dreyer. Mit Anmerkungen zu den Gedichten von Geraldine Gabor. Basel: Stroemfeld, Roter Stern, 1989. ISBN 3-87877-328-5; München: dtv, 1993. ISBN 3-423-02321-X (билингва)
- Francesco Petrarca: Canzoniere – Triumphe – Verstreute Gedichte. Italienisch und Deutsch. Düsseldorf, Zürich: Artemis & Winkler, 2002. ISBN 3-538-06934-4 (билингва)
- Francesco Petrarca: Canzoniere. 50 Gedichte mit Kommentar. Italienisch/Deutsch. Reclam, Ditzingen 2006, ISBN 3-15-018378-2 (билингва)
- Francesco Petrarca: Canzoniere. Ausgewählt, eingeleitet und mit Anmerkungen versehen von Gerhard Regn. Zweisprachige Auswahl. Übertragen von Karl Förster. Mainz: Dieterich'sche Verlagsbuchhandlung, 1987. ISBN 3-87162-010-6 (билингва)
- Петрарка, Франческо. Канцоньере / Перевод с итальянского А. Бердникова. — М.: «Летний сад», 2017. — 320 с. — 300 экз. — ISBN 978-5-98856-290-0.